# El Chalahuite
El Chalahuite är en ort i Mexiko.   Den ligger i kommunen Ursulo Galván och delstaten Veracruz, i den sydöstra delen av landet, 290 km öster om huvudstaden Mexico City. El Chalahuite ligger 22 meter över havet och antalet invånare är 574.
Terrängen runt El Chalahuite är huvudsakligen platt, men åt nordväst är den kuperad. Runt El Chalahuite är det tätbefolkat, med 276 invånare per kvadratkilometer. Närmaste större samhälle är Zempoala, 4,8 km sydväst om El Chalahuite. Trakten runt El Chalahuite består till största delen av jordbruksmark.